# Ministrowie ds. Szkocji
Minister ds. Szkocji (ang. Secretary of State for Scotland, gael. Rùnaire Stàite na h-Alba), brytyjski urząd ministerialny powstały po unii Anglii i Szkocji w 1707 r. Został zniesiony po jakobickim powstaniu w 1746 r. Od tej pory sprawami Szkocji zajmowało się Home Office. Swoje odrębne ministerstwo Szkocja otrzymała ponownie w 1885 r.

## Lista ministrów
| Minister                                     | Czas urzędowania                        |
| -------------------------------------------- | --------------------------------------- |
| John Erskine, 6. hrabia Mar                  | 1705 – 3 lutego 1709                    |
| James Douglas, 2. książę Queensberry         | 3 lutego 1709 – 6 lipca 1711            |
| John Erskine, 6. hrabia Mar                  | 30 września 1713 – 24 września 1714     |
| James Graham, 1. książę Motrose              | 24 września 1714 – sierpień 1715        |
| John Ker, 1. książę Roxburghe                | 13 grudnia 1716 – sierpień 1725         |
| John Hay, 4. markiz Tweeddale                | 16 lutego 1742 – 3 stycznia 1746        |
| (urząd zniesiony)                            | 3 stycznia 1746 – 17 sierpnia 1885      |
| Charles Gordon-Lennox, 6. książę Richmond    | 17 sierpnia 1885 – 28 stycznia 1886     |
| George Trevelyan                             | 8 lutego 1886 – marzec 1886             |
| John Ramsay, 13. hrabia Dalhousie            | 5 kwietnia 1886 – 20 lipca 1886         |
| Arthur Balfour                               | 5 sierpnia 1886 – 11 marca 1887         |
| Schomberg Kerr, 9. markiz Lothian            | 11 marca 1887 – 11 sierpnia 1892        |
| George Trevelyan                             | 18 sierpnia 1892 – 21 czerwca 1895      |
| Alexander Bruce, 6. lord Balfour of Burleigh | 29 czerwca 1895 – 9 października 1903   |
| Andrew Murray                                | 9 października 1903 – 2 lutego 1905     |
| John Hope, 1. markiz Linlithgow              | 2 lutego 1905 – 4 grudnia 1905          |
| John Sinclair, 1. baron Pentland             | 10 grudnia 1905 – 13 lutego 1912        |
| Thomas McKinnon Wood                         | 13 lutego 1912 – 9 lipca 1916           |
| Harold Tennant                               | 9 lipca 1916 – 5 grudnia 1916           |
| Robert Munro                                 | 10 grudnia 1916 – 19 października 1922  |
| Ronald Munro-Ferguson, 1. wicehrabia Novar   | 24 października 1922 – 22 stycznia 1924 |
| William Adamson                              | 22 stycznia 1924 – 3 listopada 1924     |
| John Gilmour                                 | 6 listopada 1924 – 4 czerwca 1929       |
| William Adamson                              | 7 czerwca 1929 – 24 sierpnia 1931       |
| Archibald Sinclair                           | 25 sierpnia 1931 – 28 września 1932     |
| Godfrey Collins                              | 28 września 1932 – 29 października 1936 |
| Walter Elliot                                | 29 października 1936 – 16 maja 1938     |
| John Colville                                | 16 maja 1938 – 10 maja 1940             |
| Ernest Brown                                 | 10 maja 1940 – 8 lutego 1941            |
| Thomas Johnston                              | 8 lutego 1941 – 23 maja 1945            |
| Harry Primrose, 6. hrabia Rosebery           | 25 maja 1945 – 26 lipca 1945            |
| Joseph Westwood                              | 3 sierpnia 1945 – 7 października 1947   |
| Arthur Woodburn                              | 7 października 1947 – 28 lutego 1950    |
| Hector McNeil                                | 28 lutego 1950 – 26 października 1951   |
| James Stuart                                 | 30 października 1951 – 13 stycznia 1957 |
| John Maclay                                  | 13 stycznia 1957 – 13 lipca 1962        |
| Michael Noble                                | 13 lipca 1962 – 16 października 1964    |
| William Ross                                 | 18 października 1964 – 19 czerwca 1970  |
| Gordon Campbell                              | 20 czerwca 1970 – 4 marca 1974          |
| William Ross                                 | 5 marca 1974 – 8 kwietnia 1976          |
| Bruce Millan                                 | 8 kwietnia 1976 – 4 maja 1979           |
| George Younger                               | 5 maja 1979 – 11 stycznia 1986          |
| Malcolm Rifkind                              | 11 stycznia 1986 – 28 listopada 1990    |
| Ian Lang                                     | 28 listopada 1990 – 5 lipca 1995        |
| Michael Forsyth                              | 5 lipca 1995 – 2 maja 1997              |
| Donald Dewar                                 | 3 maja 1997 – 17 maja 1999              |
| John Reid                                    | 17 maja 1999 – 25 stycznia 2001         |
| Helen Liddell                                | 25 stycznia 2001 – 13 czerwca 2003      |
| Alistair Darling                             | 13 czerwca 2003 – 5 maja 2006           |
| Douglas Alexander                            | 5 maja 2006 – 27 czerwca 2007           |
| Des Browne                                   | 28 czerwca 2007 – 3 października 2008   |
| Jim Murphy                                   | 3 października 2008 – 11 maja 2010      |
| Danny Alexander                              | 12 maja 2010 – 29 maja 2010             |
| Michael Moore                                | 29 maja 2010 – 7 października 2013      |
| Alistair Carmichael                          | 7 października 2013 – 8 maja 2015       |
| David Mundell                                | 11 maja 2015 – 24 lipca 2019            |
| Alister Jack                                 | 24 lipca 2019 – 5 lipca 2024            |
| Ian Murray                                   | od 5 lipca 2024                         |